# Sandra Flores de Garzón
Sandra Flores de Garzón (Barinas, Venezuela, 22 de febrero de 1981) es una licenciada en administración, abogada, político y diputada suplente de la Asamblea Nacional por el estado Barinas. Es conocida por haber estado presa junto a su esposo Hernando Garzón durante 99 días. Fueron el único matrimonio privado de libertad durante las manifestaciones en Venezuela de 2014. Actualmente se encuentran bajo libertad condicional.

## Biografía

### Nacimiento e infancia
Sandra Flores de Garzón nació el 22 de febrero de 1981 en el Hospital Luis Razzeti de la ciudad de Barinas, en el seno de una familia de bajo recursos. Hija mayor de dos del ingeniero, abogado y profesor universitario José Ovidio Flores y la economista Elizabeth Márquez.
Vivió su temprana infancia en el Barrio Guanapa y luego en la población de Curbatí, pero debido a las circunstancias laborales de su padre se vieron obligados a mudarse a El Tigre estado Anzoategui. Posteriormente regresan a Barinas donde vivieron en el Barrio Pepsi Cola.

### Educación
Estudió bachillerato en la Unidad Educativa Colegio "San Juan Bautista de la Salle" y en el IBECU en Barinas. 
Su primera carrera es Administración de Empresas de la Universidad Nacional Experimental de los Llanos Occidentales Ezequiel Zamora (UNELLEZ). Luego estudió Derecho en la Universidad Santa María núcleo Barinas, donde se graduó con mención honorífica summa cum laude. Tiene una maestría en Gerencia de Empresas en la Universidad Fermín Toro y un Diplomado de Estudios Avanzados en Gerencia de Empresas en la Universidad Polítécnica de Madrid, así como es doctora en Ingeniería de la Organización de la misma alma mater, con mención sobresaliente cum laude.

### Vida política
Ingresa a la universidad a la edad de 16 años. En el transcurso de la carrera se vio en la necesidad de ser partícipe y luego parte del equipo organizador de las protestas estudiantiles contra la intervención de la Universidad Nacional Experimental de los Llanos Occidentales Ezequiel Zamora en el 2001, el cual era liderizada en parte por quien iba a ser su futuro esposo Hernando Garzón.
Fue secretaria juvenil de organización de la Coordinadora Democrática, así como militante de Acción Democrática. Para el 2011 se convierte en militante de Primero Justicia y luego ocupa el cargo de asesora legal del Concejo Municipal de Barinas.
Actualmente es Coordinadora Regional de la Fundación Juan Germán Roscio del estado Barinas y diputada suplente de Adolfo Superlano por el estado Barinas.

### Encarcelamiento
Días antes del allanamiento producido en su casa, conocidos les habían dado la noticia de que dicho evento ocurriría en los próximos días. Sandra y su esposo se mantuvieron en calma por el hecho de sabían que no habían cometido delito alguno que los pudiera perjudicar. 
La madrugada del 26 de marzo, funcionarios del Servicio Bolivariano de Inteligencia Nacional entran a la vivienda de forma violenta, separando al matrimonio de su hijo de 9 años. Los funcionarios se dieron la tarea de "sembrar" explosivos los cuales fueron utilizados como evidencia para imputarlos. Ese mismo día que celebraban 10 años de casados.
Permanecieron privados de libertad en la Comandancia de la Policía Municipal de Obispos hasta el 2 de julio del mismo año donde se le otorgó libertad condicional. Aún se encuentran bajo juicio y además aspiran a entre en vigencia la Ley de Amnistía y Reconciliación Nacional para que ellos y los demás presos y perseguidos políticos de Venezuela puedan ser libres.

## Vida personal
Se encuentra casada con el líder político Hernando Garzón quien fue secretario juvenil nacional de Primero Justicia y actualmente ocupa el cargo de secretario general del municipio Barinas del mismo partido y Gerente del Comando de Campaña de la Mesa de la Unidad Democrática del municipio Barinas. Tienen un hijo de 11 años. 
Sandra es también reconocida por ser investigadora académica de alto nivel. Ha publicado en revistas de prestigio nacional e internacional, tales como: Biollania (Unellez), Ciencia y Tecnología (Unellez), Análisis de Coyuntura (UCV), Revista ITEA (España), Dirección y Organización de Empresas (España), Temas Agrarios (Colombia) y Conference on Business And Finance Proceedings (Costa Rica). Además que obtuvo el título de sobresaliente cum laude en su doctorado.

## Premios y reconocimientos
- Abogado Destacado (Colegio de Abogados del estado Barinas, 2014).[8]
- Summa Cum Laude en Derecho (Universidad Santa María, 2012)
- Sobresaliente Cum Laude en Ingeniería de la Organización' (Universidad Politécnica de Madrid, 2016)